# Teahna Daniels
Teahna Daniels (Orlando, 25 de marzo de 1997) es una deportista estadounidense que compite en atletismo, especialista en las carreras de relevos.
Participó en los Juegos Olímpicos de Tokio 2020, obteniendo una medalla de plata en la prueba de 4 × 100 m. Ganó una medalla de bronce en el Campeonato Mundial de Atletismo de 2019, en la misma prueba.

## Palmarés internacional
| Juegos Olímpicos   | Juegos Olímpicos | Juegos Olímpicos  | Juegos Olímpicos |
| Año                | Lugar            | Medalla           | Prueba           |
| ------------------ | ---------------- | ----------------- | ---------------- |
| 2020               | Tokio (Japón)    | Medalla de plata  | 4 × 100 m        |
| Campeonato Mundial |                  |                   |                  |
| Año                | Lugar            | Medalla           | Prueba           |
| 2019               | Doha (Catar)     | Medalla de bronce | 4 × 100 m        |